# Uniklubi
Uniklubi – fiński zespół rockowy powstały w 1999 roku. Grupa początkowo nazywała się Pincenez i grała – w języku angielskim – covery piosenek swoich ulubionych zespołów. Po jakimś czasie zespół zaczął tworzyć własne piosenki w ojczystym języku – po fińsku.

## Dyskografia
| Tytuł                           | Dane dot. albumu                                             | Pozycja na liście | Certyfikat             |
| Tytuł                           | Dane dot. albumu                                             | FIN               | Certyfikat             |
| ------------------------------- | ------------------------------------------------------------ | ----------------- | ---------------------- |
| Rakkautta ja piikkilankaa       | - Data: 2004 - Wydawca: Lumbago Records/Universal            | 3                 | - FIN: złota płyta     |
| Kehä                            | - Data: 2005 - Wydawca: Lumbago Records/Universal            | 3                 | - FIN: platynowa płyta |
| Luotisade                       | - Data: 3 września 2007 - Wydawca: Lumbago Records/Universal | 3                 |                        |
| Kaikki mitä mä annoin 2003-2008 | - Data: 17 września 2008 - Wydawca: Lumbago Records          | 9                 |                        |
| Syvään valoon                   | - Data: 4 marca 2009 - Wydawca: Columbia/Sony Music          | 3                 |                        |
| Kultakalat                      | - Data: 22 września 2010 - Wydawca: Columbia/Sony Music      | 7                 |                        |

## Nagrody i wyróżnienia
| Rok  | Kategoria               | Tytułem    | Nagroda    | Nota | Źródło |
| ---- | ----------------------- | ---------- | ---------- | ---- | ------ |
| 2004 | Rocktulokas             | Uniklubi   | Emma-gaala | Laur | [ 8 ]  |
| 2006 | Vuoden kotimainen video | "Huomenna" | Emma-gaala | Laur | [ 9 ]  |